# Musoma

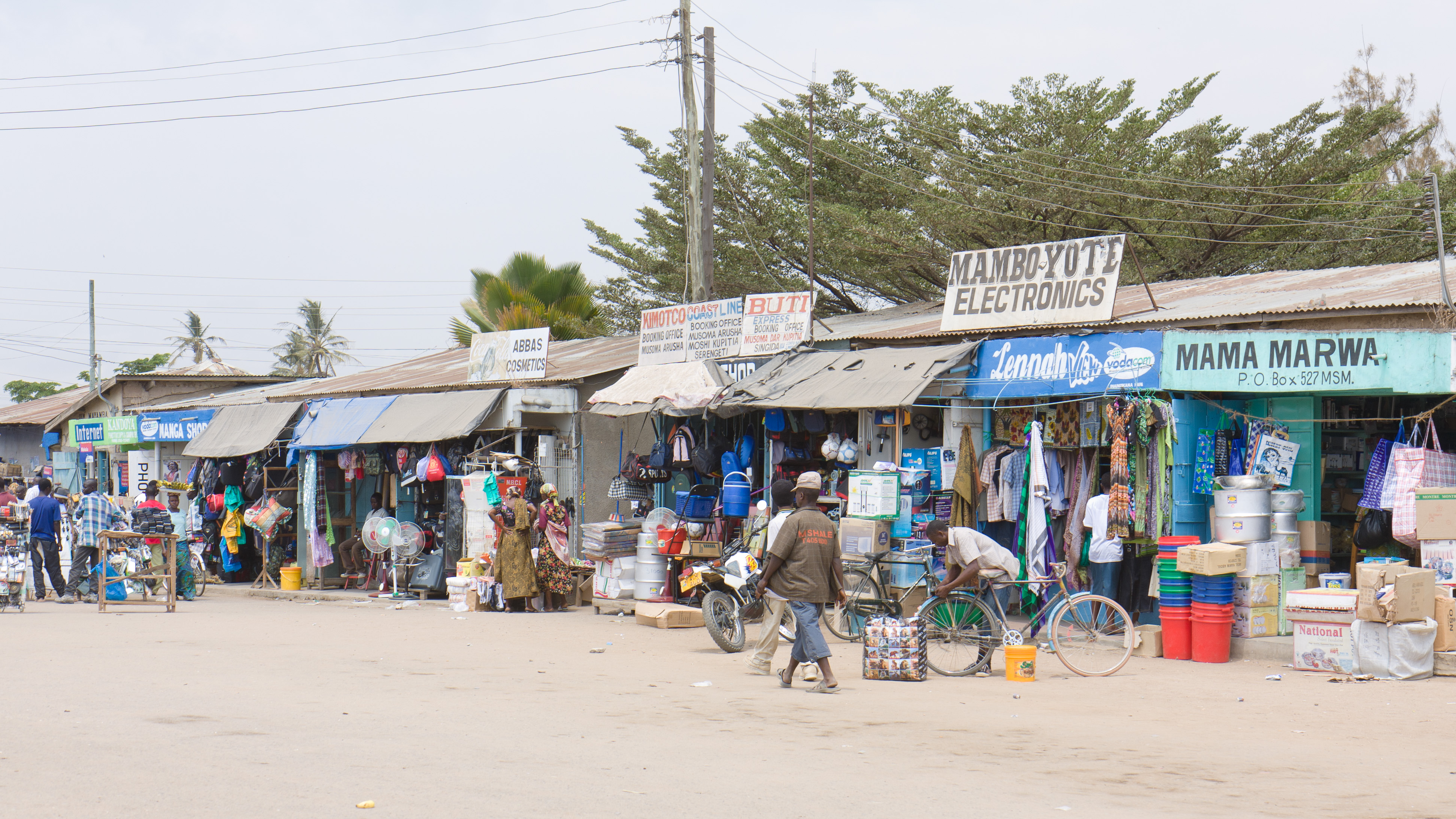
Stråk med mindre affärer i Musoma.

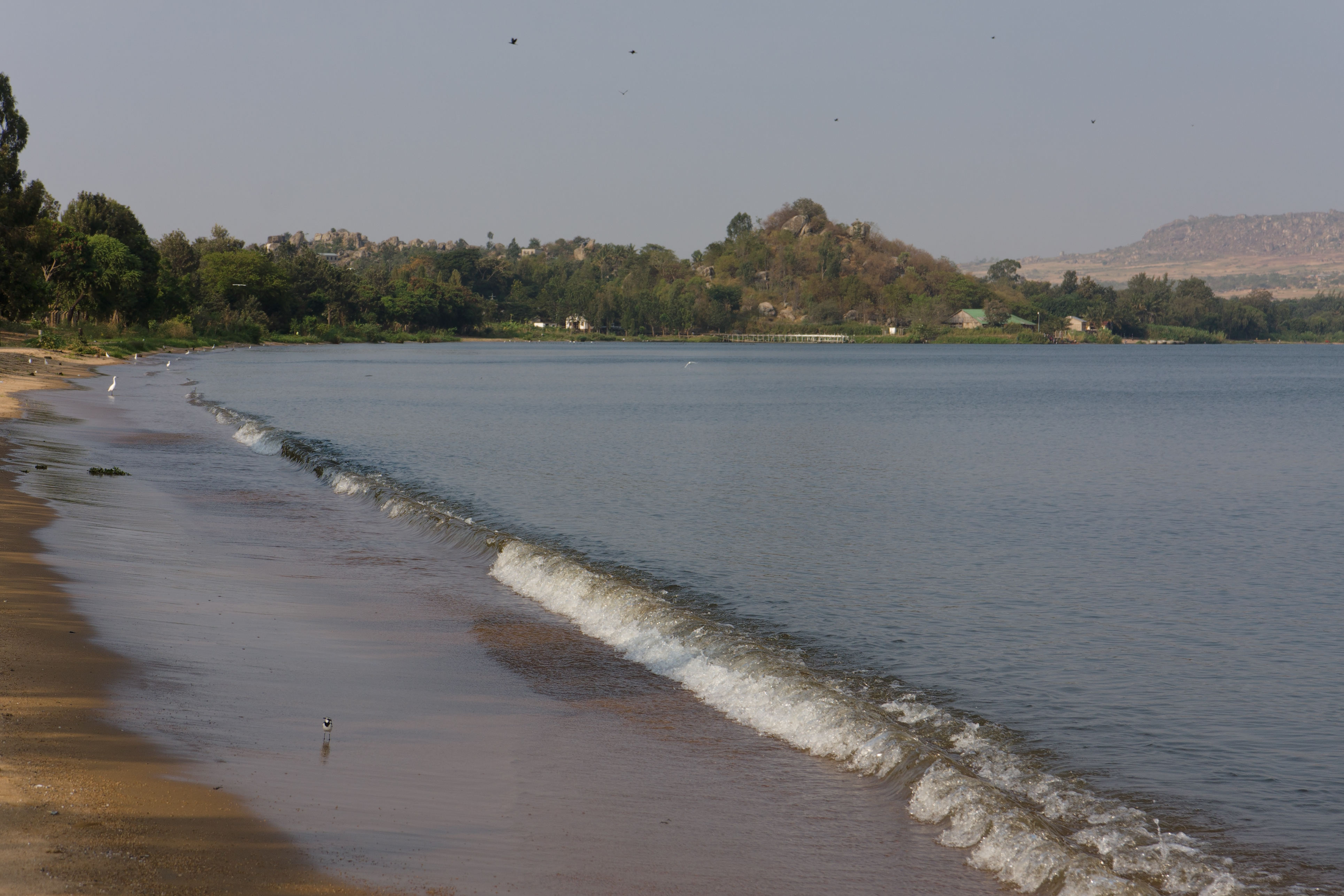
Victoriasjön vid Musoma.

Musoma är en stad i norra Tanzania, och är den administrativa huvudorten för regionen Mara. Staden är belägen i den västra delen av regionen, där Marafloden mynnar ut i Victoriasjön. 

## Stad och distrikt
Musoma är en av regionens sex distrikt, Musoma stad (engelska Musoma Urban, swahili Musoma Mjini) och har en beräknad folkmängd av 170 409 invånare 2009 på en yta av 76,05 km². Distriktet är indelat i tretton mindre enheter som kallas shehia. 
Musomas centrala, urbaniserade område utgör tio hela shehia samt delar av distriktets resterande tre. Området hade 104 851 invånare år 2002, vilket då motsvarade 97,21 % av distriktets totala befolkning.